# Sesioplex brunipalpus
Sesioplex brunipalpus är en stekelart som beskrevs av Sanborne 1983. Sesioplex brunipalpus ingår i släktet Sesioplex och familjen brokparasitsteklar. Inga underarter finns listade i Catalogue of Life.